# Campeonato Mundial de Esqui Estilo Livre de 2017
O Campeonato Mundial de Esqui Estilo Livre de 2017 foi a 16º edição do Campeonato Mundial de Esqui Estilo Livre, organizado pela Federação Internacional de Esqui (FIS). A competição foi disputada entre os dias 6 a  19 de março de 2017, Serra Nevada,na Espanha.   Paralelamente foi realizado o  XII Campeonato Mundial de  Snowboard.

## Resultados

### Masculino
| Evento               | Ouro                             | Ouro   | Prata                           | Prata  | Bronze                    | Bronze |
| Ski Cross detalhes   | Victor Öhling Norberg · Suécia   |        | Jamie Prebble · Nova Zelândia   |        | François Place · França   |        |
| Aerials detalhes     | Jonathon Lillis · Estados Unidos | 125.79 | Qi Guangpu · China              | 120.36 | David Morris · Austrália  | 114.93 |
| Moguls detalhes      | Ikuma Horishima · Japão          | 88.54  | Benjamin Cavet · França         | 87.11  | Mikaël Kingsbury · Canadá | 82.85  |
| Dual Moguls detalhes | Ikuma Horishima · Japão          |        | Bradley Wilson · Estados Unidos |        | Marco Tadé · Suíça        |        |
| Halfpipe detalhes    | Aaron Blunck · Estados Unidos    | 91.80  | Mike Riddle · Canadá            | 89.60  | Kevin Rolland · França    | 88.40  |
| Slopestyle detalhes  | McRae Williams · Estados Unidos  | 93.80  | Gus Kenworthy · Estados Unidos  | 91.80  | James Woods · Reino Unido | 90.40  |

### Feminino
| Evento               | Ouro                             | Ouro   | Prata                         | Prata | Bronze                           | Bronze |
| Ski Cross detalhes   | Sandra Näslund · Suécia          |        | Fanny Smith · Suíça           |       | Ophélie David · França           |        |
| Aerials detalhes     | Ashley Caldwell · Estados Unidos | 109.29 | Danielle Scott · Austrália    | 94.47 | Xu Mengtao · China               | 91.65  |
| Moguls detalhes      | Britteny Cox · Austrália         | 83.63  | Perrine Laffont · França      | 82.51 | Justine Dufour-Lapointe · Canadá | 80.74  |
| Dual Moguls detalhes | Perrine Laffont · França         |        | Yulia Galysheva · Cazaquistão |       | Jaelin Kauf · Estados Unidos     |        |
| Halfpipe detalhes    | Ayana Onozuka · Japão            | 89.80  | Marie Martinod · França       | 87.00 | Devin Logan · Estados Unidos     | 84.20  |
| Slopestyle detalhes  | Tess Ledeux · França             | 85.60  | Emma Dahlström · Suécia       | 83.80 | Isabel Atkin · Reino Unido       | 83.20  |

## Quadro de medalhas
| Ordem | País           | Medalha de ouro | Medalha de prata | Medalha de bronze |    |
| ----- | -------------- | --------------- | ---------------- | ----------------- | -- |
| 1     | Estados Unidos | 4               | 2                | 2                 | 8  |
| 2     | Japão          | 3               | 0                | 0                 | 3  |
| 3     | França         | 2               | 3                | 3                 | 8  |
| 4     | Suécia         | 2               | 1                | 0                 | 3  |
| 5     | Austrália      | 1               | 1                | 1                 | 3  |
| 6     | Canadá         | 0               | 1                | 2                 | 3  |
| 7     | China          | 0               | 1                | 1                 | 2  |
| 7     | Suíça          | 0               | 1                | 1                 | 2  |
| 9     | Cazaquistão    | 0               | 1                | 0                 | 1  |
| 9     | Nova Zelândia  | 0               | 1                | 0                 | 1  |
| 11    | Reino Unido    | 0               | 0                | 2                 | 2  |
|       | TOTAL          | 12              | 12               | 12                | 36 |